# Defletores de empuxo de jato

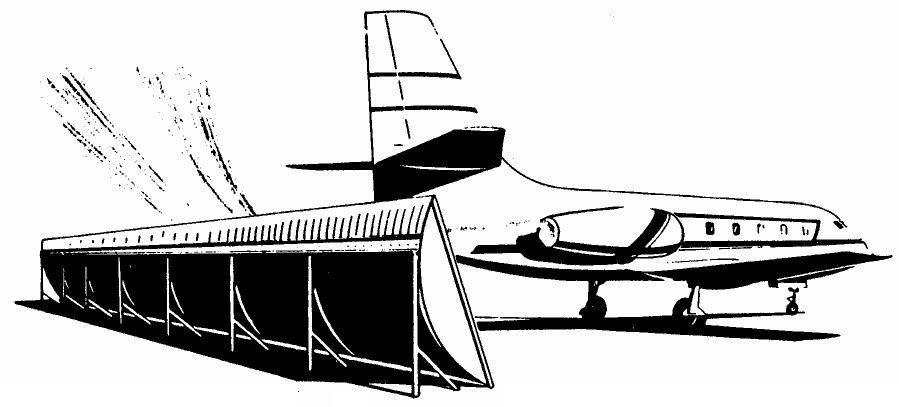
Um típico defletor de empuxo de jato em um aeroporto

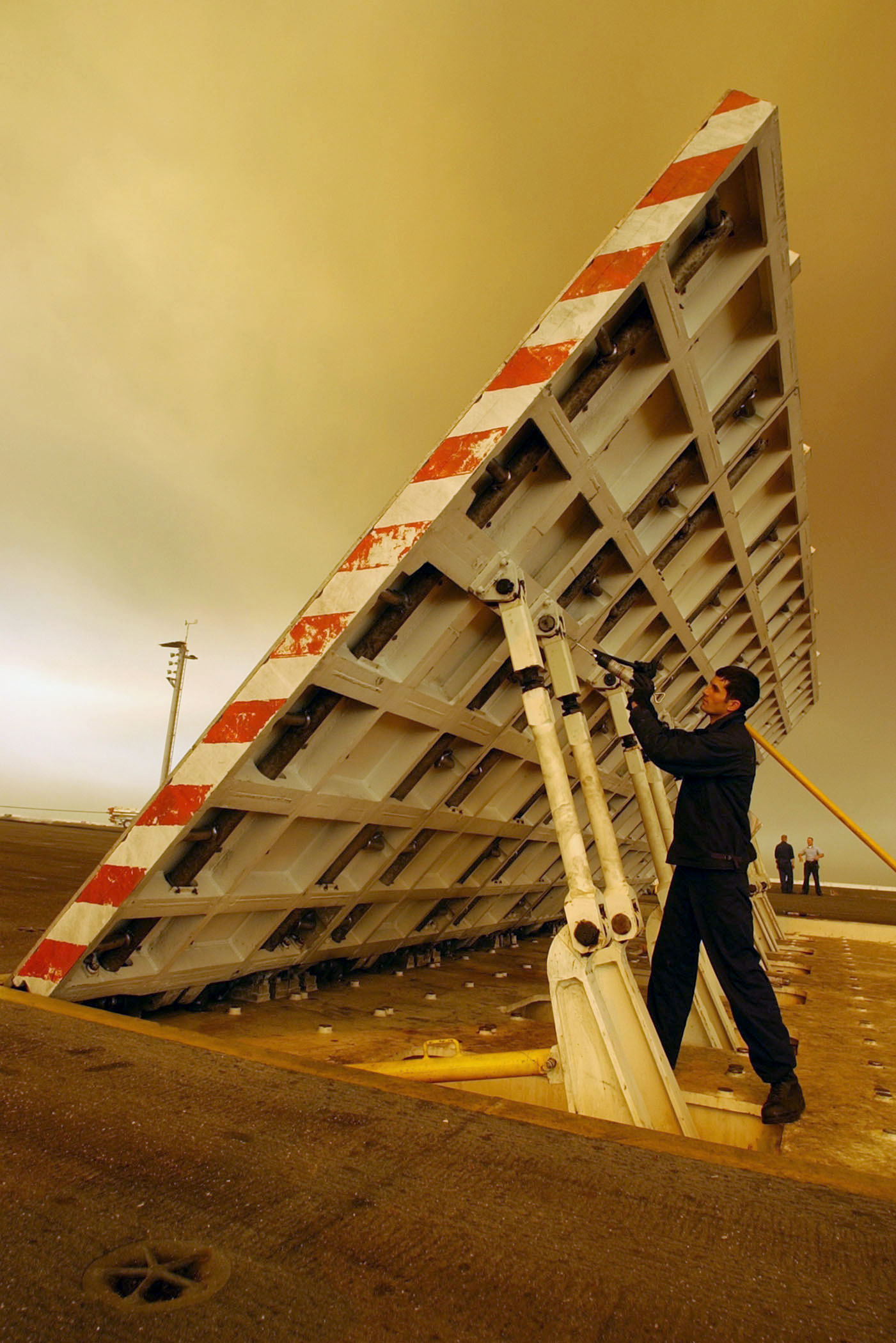
Um defletor de empuxo de jato antes de operacional a bordo de um porta-aviões

Um defletor de empuxo de fato (JBD) ou cerca de empuxo é um componente de segurança que redireciona a alta energia proveniente da combustão de um motor a jato, prevenindo danos ou lesões. A estrutura dever ser forte o suficiente para aguentar as altas temperaturas e velocidades, assim como poeira e sujeira carregada pelo ar turbulento. Sem um refletor, o jato de ar pode ser perigoso para pessoas, equipamentos e outras aeronaves.
Defletores são complexos e podem ser feitos de vários tipos de materiais, caso de concreto, metal, de grades de fibra de vidro até painéis pesados levantados por braços hidráulicos e resfriados a liquido. Eles também podem ser utilizados para proteção de propwash provenientes de helicópteros e aeronaves de asa fixa. Em aeroportos e centros de alocação de jatos, defletores de empuxo de jato pode ser combinados com paredes de isolamento sonoro.

## Propósito
A alta energia proveniente da combustão pode causar danos e ferir pessoas. O empuxo de jatos é conhecido por arrancar árvores, quebrar janelas, tombar veículos, além de alicerces estruturais e machucar pessoas. Aeronaves menores também possuem histórico de danos devido ao empuxo de jatos. Correntes de ar de velocidades de até 190 km/h foram medidas atrás de aeronaves com motores a jato a distância de 200 pés (60 m). Um Boeing 777 com dois General Electric GE90 podem gerar, combinados, o empuxo de aproximadamente 200 000 pounds-force (900 000 N)— força muito mais que suficiente para matar uma pessoa. Para prevenir tais problemas, o empuxo deve ser orientado para uma direção não perigosa, frequentemente para cima. 

### Aeroportos

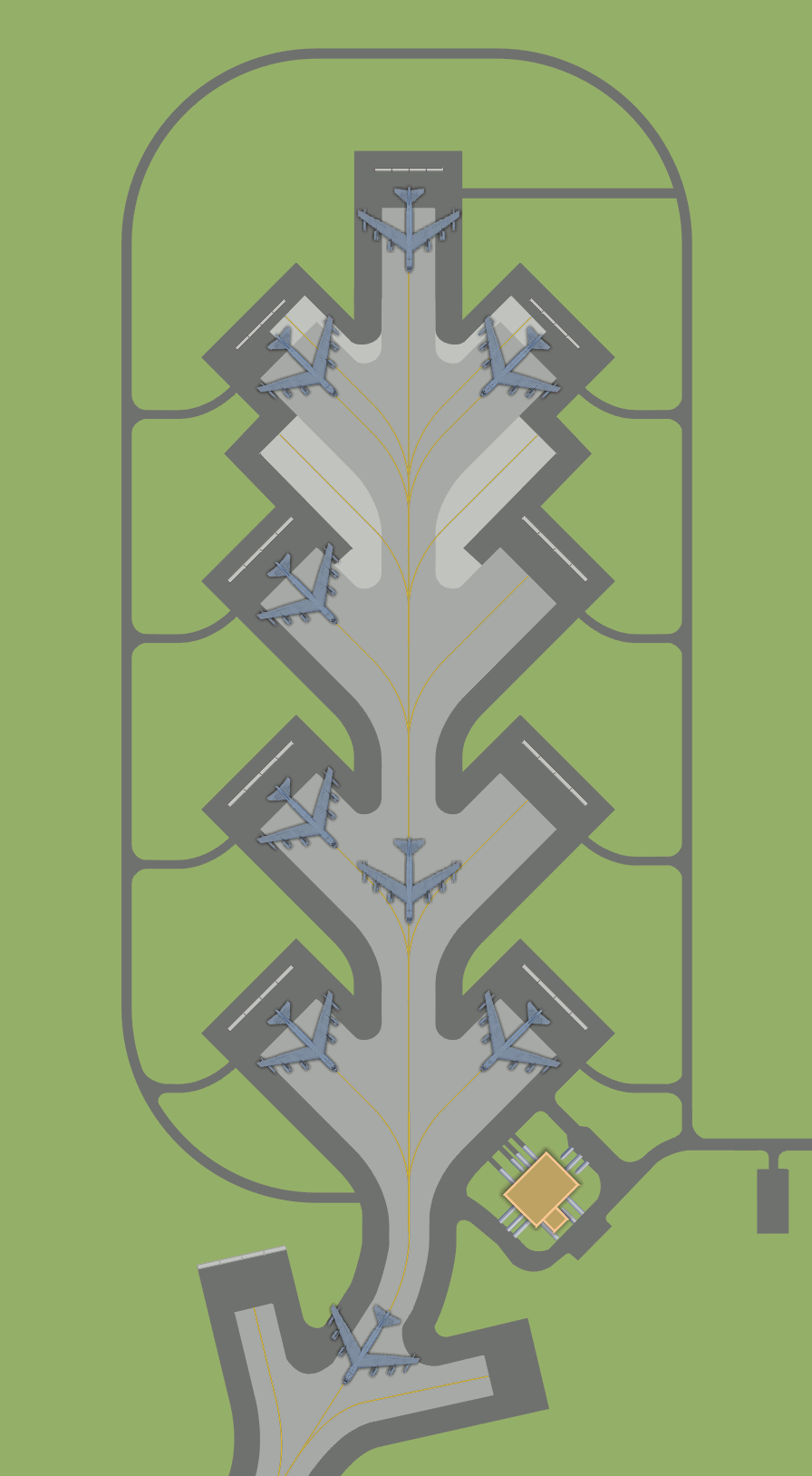
Ilustração de uma árvore de natal (aviação) na base aérea de Glasgow, mostrando o posicionamento de defletores de empuxo de jato

Defletores de empuxo de jato começaram a aparecer em aeroportos na década de 1950. Os aeroportos na década de 1960 usavam defletores com altura de 6 a 8 pés (1,8 a 2,4 m), mas aeroportos na década de 1990 necessitaram de defletores com o dobro de altura, e houve um aumento para 35 pés (11 m) com o uso por aeronaves como o McDonnell Douglas DC-10 e MD-11, os quais possuíam motores montados na cauda acima da fuselagem. Aeroportos começaram alocar seus defletores no início das pistas, especialmente quando marginais ou estruturas eram adjacentes. O mesmo ocorreu naqueles localizados em áreas urbanas densas, sendo postos entre os limites do aeroporto e vias de táxi. Geralmente os defletores de jato direcionam o empuxo e gases para cima.  Contudo, devido a zona de baixa pressão formada atrás da grade de empuxo, ocorre uma concentração de ar, sujeira expelidos do motor, com ar tóxico e quente presente. Defletores de empuxo foram desenhados para neutralizar esse problema usando vários painéis e vários ângulos, usando superfícies do painel com fendas. 

### Porta-aviões

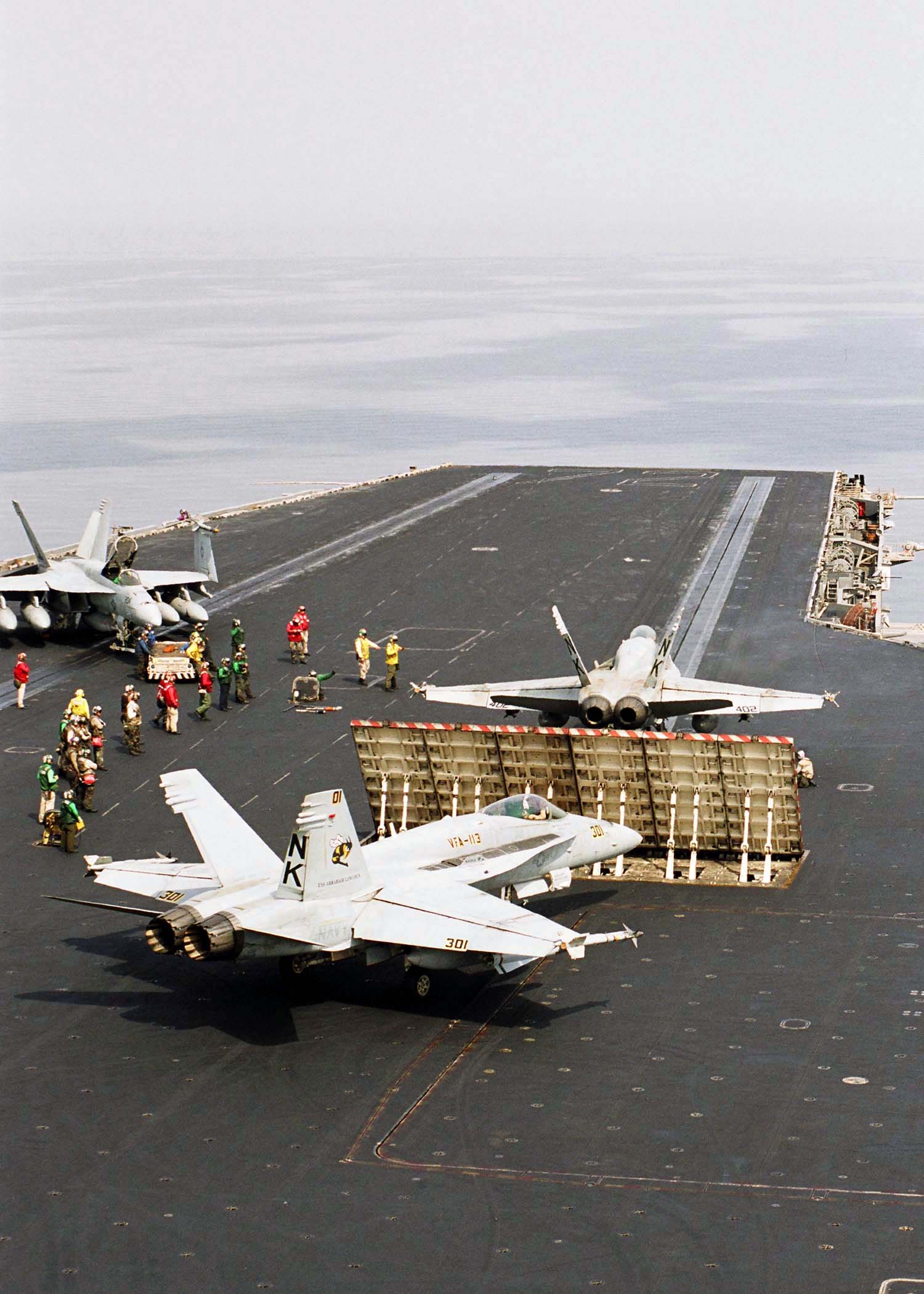
Abordo de, um defletor de empuxo de jato levantado hidraulicamente para proteger um F/A-18 Hornet do empuxo de um outro

Porta-aviões usam defletores de empuxo de jato atrás de catapulta aérea, posicionando para proteger de outras aeronaves de danos. Defletores são feitos de materiais pesados que são levantados por cilindros hidráulicos.    
O defletor de empuxo encontra-se alinhado com a porção do convés de voo até que a aeronave esteja alinhada com a catapulta. Quando isso ocorre, o painel pesado é levantado para a posição de redirecionamento do ar quente da combustão.  Assim que o defletor é levantado, outra aeronave pode ficar em posição atrás, com o pessoal do convés de voo realizando as últimas leituras sem ter perigo de queimar-se. Tais sistemas foram instalados em porta-aviões no final dos anos de 1940 e início de1950, assim que aeronaves a jato começaram a ser utilizados em marinhas.
Defletores de empuxo de jato postos em porta-aviões chegam aproximadamente a temperaturas de 2 300 °F (1 300 °C) em caças de quarta geração. Um convés com superfície antiderrapante pode sobre danos no defletores e requer frequente manutenção e trocas. Adicionalmente, um defletor com superfície quente não pode ser usado em convés normal até ser resfriado o suficiente para possibilitar os encaixes. Devido ao problema de aquecimento, sistemas ativos de resfriamento foram instalados a partir dos anos de 1970, usando água do mar para circular sobre as tubulações dos painéis. Contudo, o sistema de resfriamento hídrico aumenta a complexidade do sistema e pontos possíveis de falhas, necessitando manutenção adicional. A maioria dos métodos utilizados pela Marinha dos Estados Unidos para resolver tal problema de aquecimento foram introduzidos no USS George H. W. Bush (CVN-77), o qual usa painéis pesados revestidos com ceramica similar ao utilizados para proteção de Space Shuttle. Tais painéis podem ser rapidamente trocados e armazenados no porta-aviões. Sem linhas de água ativas, o defletor passivo requer menor manutenção.